# Arara (město)
Arara je město v Brazílii, ve státu Paraíba. Město má 12 356 obyvatel (údaj z roku 2007) a rozkládá se na ploše 89 km².